# Helsingør Revyen
Helsingør Revyen er en revy, der er bliver opsat i Helsingør i Nordsjælland. Den første revy er afholdt i 1917.

## Kendte årgange
- 1917 : Det kan man ikke – Helsingør-Revyen (Findes som film / filmklip)
- 1918 : Den ku' jeg li' at se – Helsingør-Revyen (Findes som film / filmklip)
- 1919 : Se efter sel – Helsingør-Revyen (Findes som film / filmklip)
- 1920 : Op på højkant – Helsingør-Revyen (Findes som film / filmklip)
- 1921 : Tyrol – retur – Helsingør-Revyen (Findes som film / filmklip)
- 1922 : Aladdins vidunderlige rejse – Helsingør- (Findes som film / filmklip)
- 1923 : Pr. Radio – Helsingør-Revyen (Findes som film / filmklip)
- 1924 : Kom som du er – Helsingør-Revyen (Findes som film / filmklip)
- 1925 : Kvinden leve – Helsingør-Revyen (Findes som film / filmklip)
- 1926 : Helsingør kalder – Helsingør-Revyen (Findes som film / filmklip)
- 1927 : Helsingør le'r igen – Helsingør-Revyen (Findes som film / filmklip)
- 1928 : Fryd dig ved livet – Helsingør-Revyen (Findes som film / filmklip)
- 1929 : Tempo – Helsingør-Revyen (Findes som film / filmklip)
- 1930 : Trumf – Helsingør-Revyen (Findes som film / filmklip)
- 1931 : Centrum, Helsingør-Revyen (Findes som film / filmklip)
- 1932 : Sommer i Danmark – Helsingør-Revyen (Findes som film / filmklip)
- 1933 : Vi som går Strandvejen – Helsingør-Revye (Findes som film / filmklip)
- 1934 : O.K. – Helsingør-Revyen (Findes som film / filmklip)
- 1935 : Livet begynder kl. 8. Helsingør-Revyen (Findes som film / filmklip)
- 1936 : Nr. 20. Helsingør-Revyen (Findes som film / filmklip)
- 1937 : Leve kærligheden. Helsingør-Revyen (Findes som film / filmklip)
- 1938 : På Samlerbaand – Helsingør-Revyen (Findes som film / filmklip)
- 1939 : Leve Danmark – Helsingør-Revyen (Findes som film / filmklip)
- 1940 : Der kommer en vaar – Helsingør-Revyen (Findes som film / filmklip)
- 1941 : Helsingør-Revyen 25-års-jubilæumsrevy (Findes som film / filmklip)
- 1942 : Vi går frem – Helsingør-Revyen (Findes som film / filmklip)
- 1943 : Sæt alle klude til – Helsingør-Revyen (Findes som film / filmklip)
- 1944 : Ud i det blå – Helsingør-Revyen (Findes som film / filmklip)
- 1945 : Vi bringer en særmelding – Helsingør-Rev (Findes som film / filmklip)
- 1946 : Nr. 30 – Helsingør-Revyen (Findes som film / filmklip)
- 1947 : Det dejlige hjørne – Helsingør-Revyen (Findes som film / filmklip)
- 1948 : Voila tout – Helsingør-Revyen (Findes som film / filmklip)
- 1949 : Roser langs kysten – Helsingør-Revyen (Findes som film / filmklip)
- 1950 : Lagkagen – Helsingør-Revyen (Findes som film / filmklip)
- 1951 : Nr. 35 – Helsingør-Revyen (Findes som film / filmklip)
- 1952 : Helsingør-Revyen (Findes som film / filmklip)
- 1953 : Helsingør-Revyen (Findes som film / filmklip)
- 1954 : Helsingør-Revyen (Findes som film / filmklip)
- 1955 : Helsingør-Revyen (Findes som film / filmklip)
- 1956 : Helsingør-Revyen (Findes som film / filmklip)
- 1957 : Helsingør-Revyen (Findes som film / filmklip)
- 1958 : Søstræde kalder – Helsingør-Revyen (Findes som film / filmklip)
- 1959 : Sol over Strædet – Helsingør-Revyen (Findes som film / filmklip)
- 1960 : Der er udsigt til – Helsingør-Revyen (Findes som film / filmklip)
- 1961 : No. 45 – Helsingør-Revyen (Findes som film / filmklip)
- 1962 : Helsingør-Revyen (Findes som film / filmklip)
- 1963 : Helsingør-Revyen (Findes som film / filmklip)
- 1964 : Helsingør-Revyen (Findes som film / filmklip)
- 1965 : Helsingør-Revyen (Findes som film / filmklip)
- 1966 : Føs'da i strædet – Helsingør-Revyen (Findes som film / filmklip)
- 1974 : Helsingør-Revyen (Findes som film / filmklip)
- 1975 : Helsingør-Revyen (Findes som film / filmklip)
- 1976 : Helsingør-Revyen (Findes som film / filmklip)
- 1977 : Helsingør-Revyen (Findes som film / filmklip)
- 1978 : Helsingør-Revyen (Findes som film / filmklip)
- 2009 : Helsingør-Revyen
- 2019 : Revyen i Helsingør - Et Strejf af Revy
- 2020 : Revyen i Helsingør - Et Strejf af Vokseværk (Aflyst pga. Covid-19)
- 2021 : Revyen i Helsingør - Den svære 3'er
- 2022 : Revyen i Helsingør - Lige på grænsen
- 2023 : Revyen i Helsingør 2023

## Medvirkende årgang 2009
- Tommy Kenter
- Ulla Jessen
- Hardy Dræby
- Leif Maiboms
- Anne Birgitte Lind Feigenberg